# Frontera entre Burkina Faso y Malí
La frontera entre Burkina Faso y Malí es un límite terrestre internacional continuo de 1 000 kilómetros de longitud, entre el territorio de Burkina Faso y el de Malí, en África Occidental.
Fue definida por la administración colonial francesa, para la cual este era un límite administrativo interno del África Occidental Francesa. Se creó por primera vez en 1919, después de la separación del Alto Volta del Alto Senegal. Se recreó por segunda vez luego de su desmembración en 1932, y finalmente en 1947.
El trazado en su porción oriental fue objeto de un contencioso entre ambos países, que produjo escaramuzas fronterizas en 1974 y la guerra de la Franja de Agacher en 1985; se estableció definitivamente por medio del dictamen del CIJ del 22 de diciembre de 1986 que partió el territorio disputado de modo casi igual.